# Фердинандув (Радомщанський повіт)
Фердинандув (пол. Ferdynandów) — село в Польщі, у гміні Житно Радомщанського повіту Лодзинського воєводства.
У 1975-1998 роках село належало до Ченстоховського воєводства.